# Hispanic Heritage Foundation
La Hispanic Heritage Foundation (HHF) è un'organizzazione no-profit istituita dalla Casa Bianca nel 1987 allo scopo di promuovere e celebrare l'eredità ispanica negli Stati Uniti d'America. È conosciuta principalmente per la cerimonia degli Hispanic Heritage Awards.

## Hispanic Heritage Awards
Ogni anno, nel mese di settembre, la fondazione organizza una serata di gala per la consegna degli Hispanic Heritage Awards. Gli Hispanic Heritage Awards furono istituiti dal Presidente Ronald Reagan. La prima cerimonia di consegna si svolse alla Casa Bianca nel 1987. Oggi, la cerimonia è sostenuta da quasi quaranta organizzazioni. Il premio Hispanic Heritage è considerato il più ambito riconoscimento statunitense dedicato agli ispanici. La cerimonia viene trasmessa in televisione.

## Lista dei vincitori
- 1987: Julian Samora
- 1988: Jaime Escalante
- 1989: Sabine Ulibarrí, Jimmy Santiago Baca
- 1990: Rita Moreno
- 1991: Margarita Esquiroz
- 1992: Edward James Olmos
- 1993: Gloria Estefan, Emilio Estefan
- 1994: Tito Puente
- 1995: José Antonio Burciaga
- 1996: Isabel Allende, Vikki Carr, Jimmy Smits
- 1997: Andy García
- 1998: Celia Cruz, Martin Sheen
- 1999: Plácido Domingo, Anthony Muñoz
- 2000: Anthony Quinn, Dolores Huerta
- 2001: Mary Joe Fernández
- 2002: Ricky Martin, Julia Alvarez, Derek Parra
- 2003: Sonia Manzano, Omar Minaya, Denise Chavez, Linda Chavez-Thompson
- 2004: John Leguizamo, Nia Long
- 2005: Carlos Gutierrez
- 2006: Antonio Banderas, José Feliciano
- 2007: Rosario Dawson, Wilmer Valderrama
- 2008: Adam Rodríguez[3]
- 2009: Romero Britto, Óscar de la Hoya
- 2010: Juan Luis Guerra, Alejandro Sanz
- 2011: Roberto Gómez Bolaños
- 2012: Sheila Jackson Lee
- 2013: Diego Luna, Eva Longoria
- 2014: Carlos Vives, Pepe Aguilar
- 2015: Arturo Sandoval
- 2016: Sonia Sotomayor, Junot Díaz, J Balvin, Fania All-Stars
- 2017: Gael García Bernal, Luis Fonsi[4]